# Konwój AT-6
AT-6 – konwój morski z okresu II wojny światowej transportujący żołnierzy i zaopatrzenie wojenne dla armii brytyjskiej z Aleksandrii do Tobruku. Pomimo silnej eskorty konwój stracił polski statek SS „Warszawa”, który został storpedowany 26 grudnia 1941 roku przez U-Boota U-559.

## Konwój i jego eskorta
W skład konwoju AT-6 wchodziły początkowo trzy transportowce (SS „Alisa”, SS „Varvara” i SS „Warszawa”) oraz brytyjski stawiacz sieci HMS „Burgonet” (Z33)  . Eskortę konwoju stanowiło pięć brytyjskich okrętów: niszczyciel eskortowy HMS „Avon Vale” (L06), niszczyciele HMS „Kimberley” (F50), HMS „Kipling” (F91) i HMS „Legion” (G74) oraz korweta HMS „Peony” (K40)  .

## Przebieg operacji
Konwój rozpoczął swój rejs we wtorek, 23 grudnia 1941 roku, opuszczając Aleksandrię i kierując się w stronę Tobruku  . Z powodu ciężkich warunków atmosferycznych i silnego wiatru czołowego statki poruszały się z prędkością zaledwie 3-4 węzłów . W nocy z 23 na 24 grudnia konwój na skutek uszkodzenia opuściła „Varvara”, która zawróciła z powrotem do Aleksandrii eskortowana przez niszczyciel HMS „Kimberley” (w doprowadzeniu statku do portu pomógł wysłany w tym celu holownik „St Menace”) . 25 grudnia o godzinie 16.30 opuścił konwój HMS „Peony”, aby zbadać miejsce zatopienia przez U-568 bliźniaczej korwety HMS „Salvia” (K97) około 30 mil na północny wschód od Sidi Barrani, lokalizując tratwę typu Denton i odnajdując ciało chińskiego marynarza .
26 grudnia o godzinie 13:50 przebywający w zanurzeniu niemiecki U-Boot U-559 wykrył jednostki pływające konwoju AT-6 w odległości około 40 mil na wschód od Tobruku . Po wyjściu na głębokość peryskopową okręt o godzinie 14:29 zaatakował pojedynczą torpedą płynący jako pierwszy polski statek „Warszawa” . Torpeda uderzyła w rufę jednostki, a unieruchomiony statek został wzięty na hol przez HMS „Peony” po tym, jak na pokład korwety i stawiacza sieci HMS „Burgonet” przeszli wszyscy przewożeni żołnierze i większość załogi . Eskortujące konwój niszczyciele HMS „Avon Vale”, HMS „Kipling” i HMS „Legion” przeprowadziły poszukiwania okolicznych wód za pomocą sonarów, a wobec braku kontaktów uznano, że „Warszawa” weszła na minę . Niszczyciele pozostawiły więc unieruchomiony statek pod opieką HMS „Burgonet”, który miał odholować go do Tobruku, a same powróciły do eskortowania statku SS „Alisa” . Niewykryty U-559 zaczekał do zmierzchu, a następnie zatopił uszkodzony statek na pozycji 32°11′N 24°44′E/32,183333 24,733333 torpedą wystrzeloną z wyrzutni rufowej o godzinie 19:30, po czym wynurzył się i opuścił miejsce ataku z dużą prędkością  . Zaalarmowane eksplozją niszczyciele natychmiast przeprowadziły poszukiwania U-Boota, ale po raz kolejny nie udało im się zlokalizować napastnika mimo użycia pocisków oświetlających . Rozbitkowie z zatopionego statku zostali uratowani przez HMS „Peony”, a konwój już bez przeszkód dotarł do Tobruku, przybywając rankiem 27 grudnia .

## Podsumowanie
Konwój AT-6 utracił jeden statek o pojemności 2497 BRT – SS „Warszawa”, zatopiony przez U-559. U-Boot po ataku wycofał się niezauważony nie odnosząc żadnych uszkodzeń .